# Ciudad imperial de Huế
La Ciudad imperial (en vientamita, Hoàng thành; en chữ hán, 皇城) es un recinto amurallado dentro de la ciudadela de Huế, antigua capital imperial de Vietnam durante la dinastía Nguyễn. Entre sus murallas se alzan los palacios que albergaron a la familia imperial, así como santuarios, jardines y villas para mandarines. Construida en 1803 bajo el emperador Gia Long como nueva capital, la ciudad cumplió principalmente una función ceremonial durante el período colonial francés. Tras el fin de la monarquía en 1945, sufrió graves daños y abandono durante las guerras de Indochina hasta la década de 1980. La Ciudad imperial fue designada Patrimonio de la Humanidad por la Unesco en 1993 y está en proceso de restauración.

## Historia

### Dinastía Nguyễn

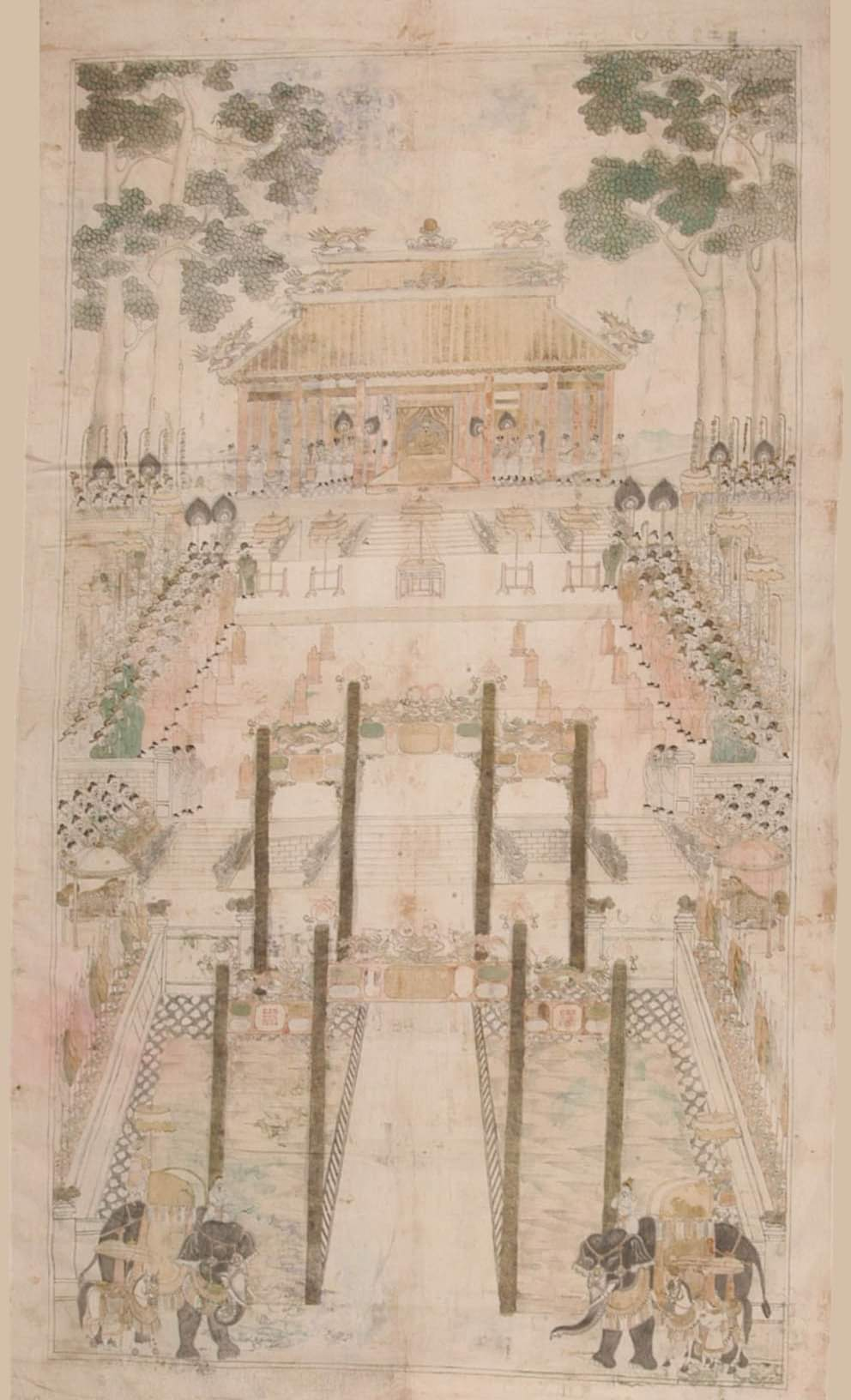
Pintura sobre seda del siglo que representa la corte imperial de Huế.

En junio de 1802, después de más de un siglo de división y la derrota de la dinastía Tây Sơn, Nguyễn Ánh ascendió al trono de un Vietnam unificado y se proclamó emperador Gia Long. Con una nación que en ese entonces se extendía desde el delta del río Rojo hasta el delta del Mekong, el emperador decidió el traslado de la capital del norte de Thăng Long (actual Hanói) a Huế , la sede ancestral de los señores Nguyễn. Gia Long consideró el «confucianismo y los modelos chinos del arte de gobernar» como los mejores modos de autoridad, y con esta ideología, ordenó la construcción de un complejo palaciego basado en la Ciudad Prohibida de Pekín.
Para alzar la nueva ciudad, se consultó a los geománticos para encontrar una ubicación propicia, y la construcción comenzó en 1803. Miles de trabajadores levantaron la ciudadela amurallada y el foso circular, que medía unos 10 kilómetros de largo. Las obras en la tierra originales se reforzaron más adelante: se revistieron con ladrillo y piedra, lo que resultó en murallas de 2 m de espesor.

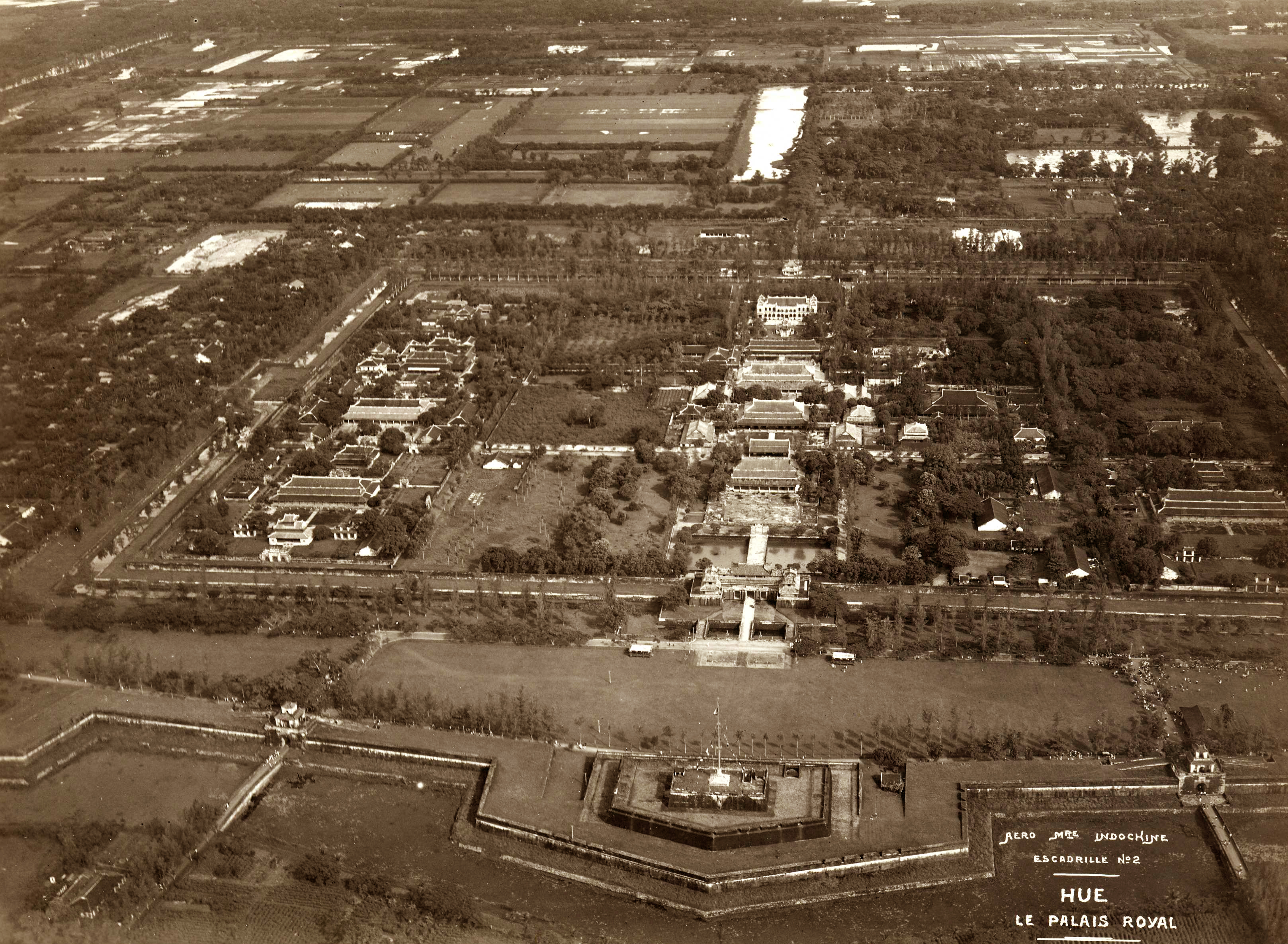
Vista aérea del recinto amurallado durante la fiesta en honor a la toma del poder del emperador Bảo Đại el 11 de septiembre de 1932.

La ciudadela estaba orientada hacia el río Perfume, al sureste. Esto difiere de la Ciudad Prohibida de la capital china, que mira hacia el sur. En lugar de anillos concéntricos alrededor del palacio del emperador, la residencia imperial en sí está desplazada hacia el lado sureste del recinto, más cerca del río. Se construyó un segundo conjunto de muros altos y un segundo foso alrededor de la Ciudad imperial. En esta expansión se agregaron muchos edificios en una serie de patios cerrados, jardines, pabellones y palacios. Todo el complejo fue sede del poder hasta la imposición del protectorado francés en la década de 1880. A partir de entonces, existió principalmente para conservar el simbolismo del emperador y las tradiciones, hasta que la dinastía Nguyễn fue derrocada en 1945 con la proclamación de independencia de la República Democrática de Vietnam. La propia Ciudad imperial albergó la ceremonia de abdicación del emperador Bảo Đại el 30 de agosto de 1945.

### Era republicana
En su apogeo, la Ciudad Prohibida Púrpura (la parte más restringida de la Ciudad imperial) tenía muchos edificios y cientos de habitaciones. Una vez desocupada, sufrió abandono, estragos por termitas e inclemencias del tiempo, incluidos varios ciclones. Los daños más destructivos fueron provocados por las personas, como lo demuestran los agujeros de bala aún visibles de los conflictos militares del siglo XX. Se produjeron pérdidas importantes en 1947, cuando el Việt Minh se apoderó de la ciudad en febrero. Los franceses dirigieron operaciones de contraataque donde sitiaron y se involucraron en una batalla de seis semanas que destruyó muchas de las estructuras principales. El núcleo de la ciudad, incluido el palacio imperial, fue quemado.
La Ciudad imperial fue atacada nuevamente en la madrugada del 31 de enero de 1968. Como parte de la ofensiva del Tet, una fuerza del tamaño de una división del Ejército Popular de Vietnam y los soldados del Viet Cong lanzaron un ataque coordinado contra Huế  con lo que lograron tomar la mayor parte de la ciudad. Durante las fases iniciales de la batalla de Huế , debido al estatus religioso y cultural de la antigua capital, se ordenó a las tropas del ejército de los Estados Unidos que no bombardearan la ciudad, por temor a destruir las estructuras históricas. A medida que aumentaban las bajas en los combates, estas restricciones se levantaron progresivamente y las batallas causaron daños sustanciales a la Ciudad imperial. Las tropas del Viet Cong ocuparon algunas partes de la ciudadela mientras que las tropas de Vietnam del Sur se abrieron paso en otras. Los aviones de guerra aliados apuntaron a los cañones antiaéreos que los comunistas habían montado en las torres exteriores de la muralla.

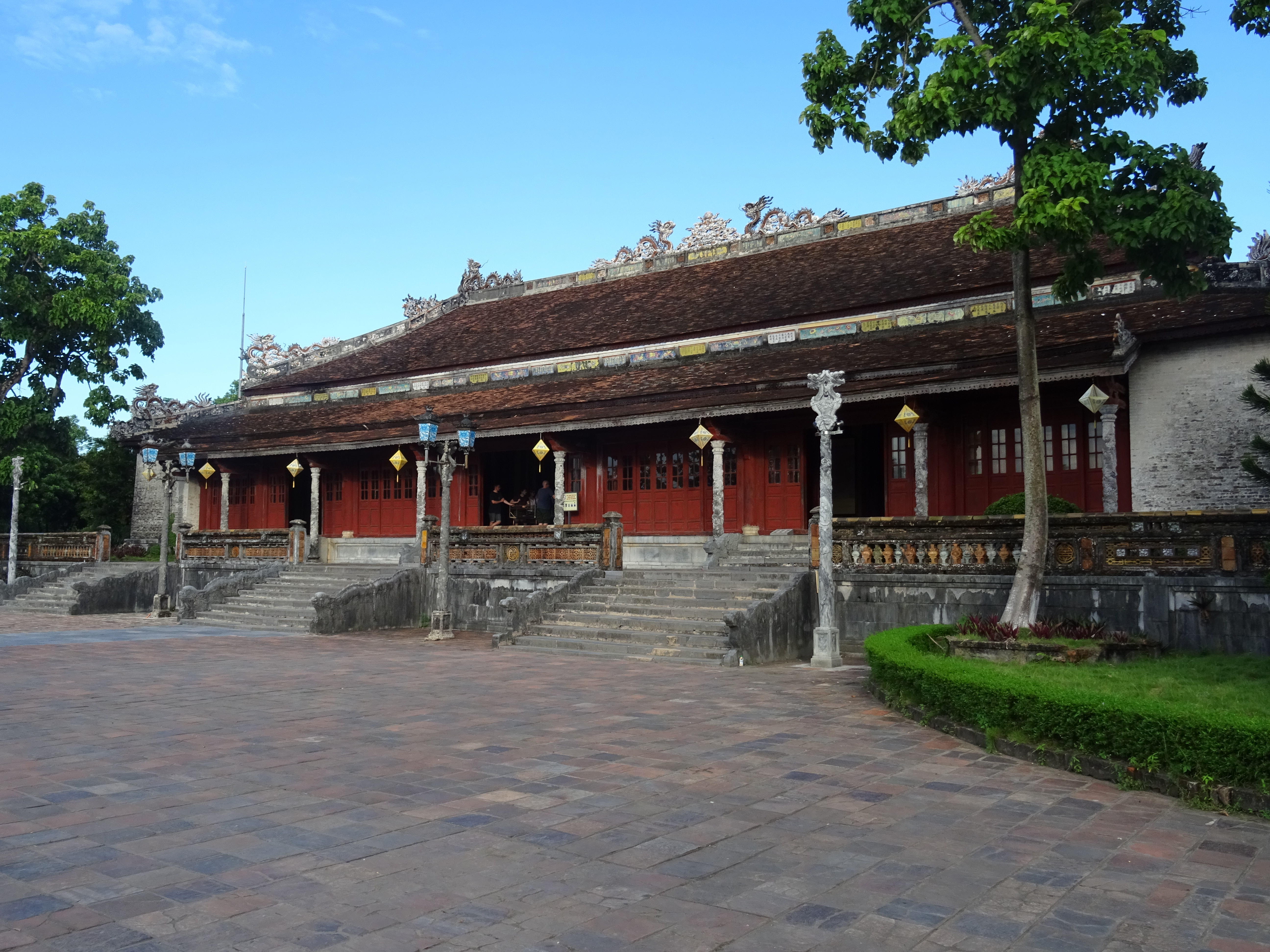
El palacio Thái Hòa hacia 2018 (nótese el estado del edificio).

La ciudad fue declarada Patrimonio de la Humanidad por la Unesco en 1993 como parte del complejo de monumentos de Huế . Los edificios que quedan están siendo restaurados y conservados. El proyecto de restauración más grande estuvo planeado para concluir en 2015 y contó con fondos que ascendieron a los 61 millones de dólares. En 2022 comenzó el desmantelamiento y renovación del palacio Thái Hòa con un presupuesto de 6.53 millones de dólares, que se previó que concluiría en 2025.

## Características

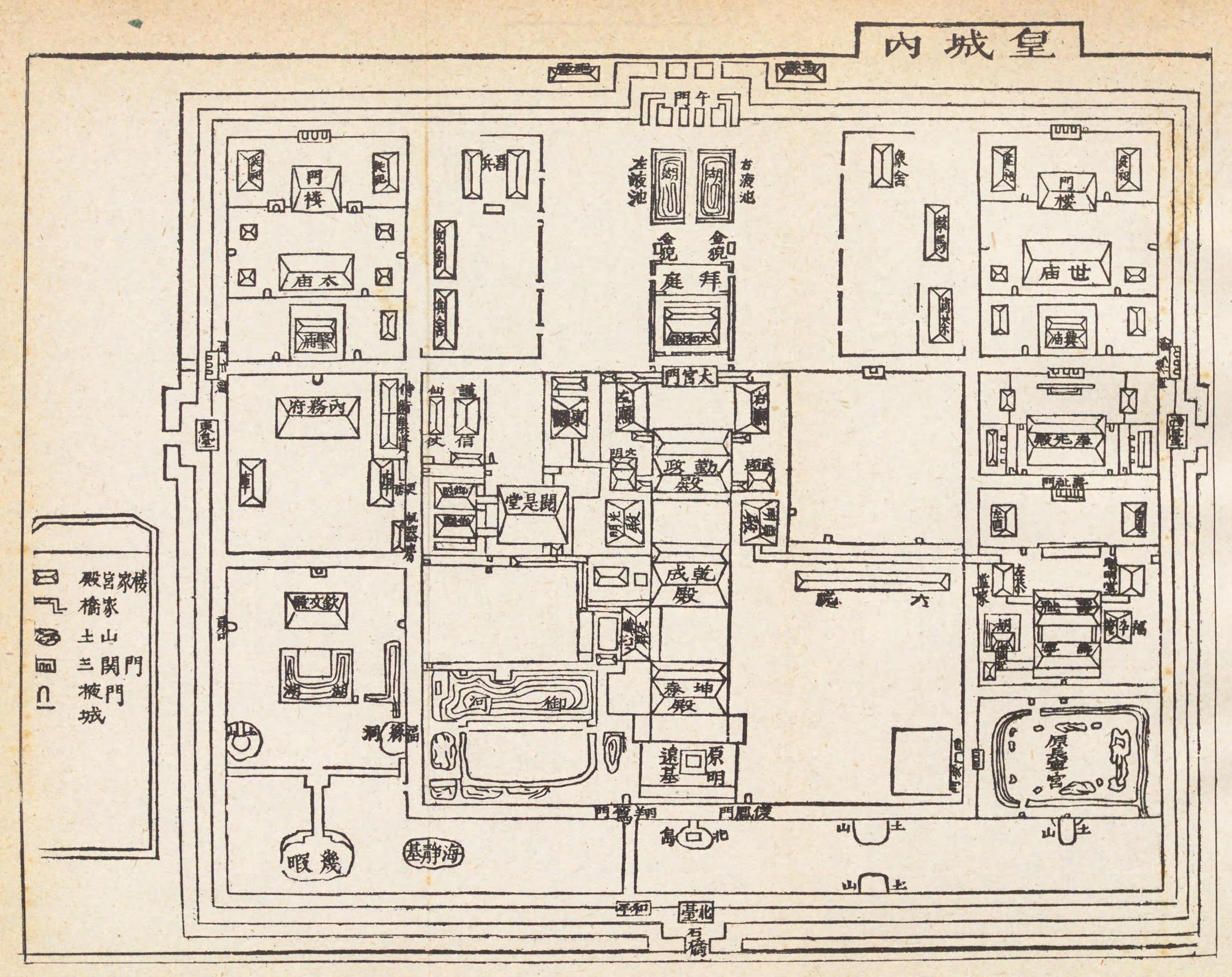
Mapa de la Ciudad imperial en 1909.

La ciudad se emplaza en una ubicación simbólica, entra el monte Ngự Bình (conocido como la Pantalla Real) y el río Perfume, que atraviesa la zona. A su vez, este lugar fue elegido por varias las colinas que representan una «pantalla protectora». De acuerdo a la tradición local, estas representan el papel de un dragón azul situado a la izquierda y un tigre blanco a la derecha, que se encargarían de proteger la entrada principal a la vez que la resguardan de malos espíritus. En este contexto, la Ciudad imperial se dispone conforme a las creencias cosmológicas de los cinco puntos cardinales, elementos y colores.
La estructura central de Huế es su ciudadela, el centro administrativo del sur de Vietnam durante los siglos XVII y XVIII. En su interior albergaba, además de las funciones administrativas y militares, la residencia del emperador, la Ciudad imperial, la Ciudad Prohibida Púrpura y otros palacios reales. En la actualidad, las ruinas atestiguan la adaptación de la arquitectura vietnamita al estilo imperial chino. A su vez, hereda elementos de las dinastías Trần, Lý y Lê, en tanto que los métodos de construcción se modernizaron con las técnicas aprendidas de arquitectos franceses.